# Penelope Smyth
Penelope Smyth (19 de julio de 1815- 14 de diciembre de 1882) fue una mujer conocida por ser la esposa del príncipe Carlos Fernando de las Dos-Sicilias, hijo de Francisco I de las Dos-Sicilias.

## Biografía

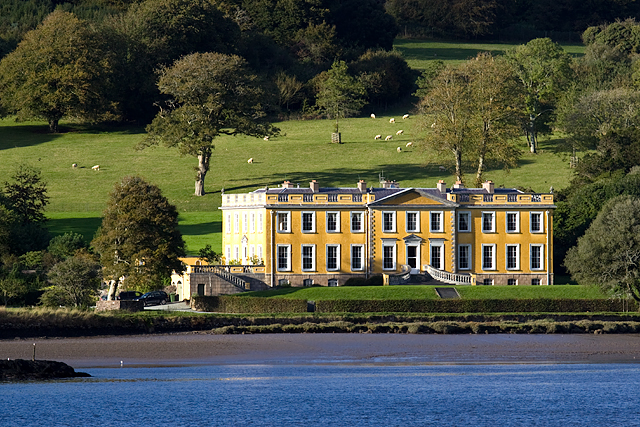
Ballynatray House, en el condado de Waterford, Irlanda; residencia familiar de Penelope en su infancia.

Nació en 1815, hija del irlandés Gryce Smith (1762-1816) y su esposa Mary Brodrick Mitchell (1765–1852). Penelope tuvo varios hermanos y hermanas:
1. Richard Smyth, casado con Harriet St Leger.
2. Henry Mitchell Smyth, casado con Priscilla Widenham Brasier-Creagh.
3. Grice Blakeney Smyth, presbítero.
4. Rowland Smyth muerto célibe.
5. Sir John Rowland Smyth, militar que llegaría a obtener el grado de general y casado con la honorable Catherine Abbott
6. Ellen Smyth casada con Henry Wallis of Drishane Castle
7. Gertrude Smyth casada con William Lewis Hughes, I Baron Dinorben.

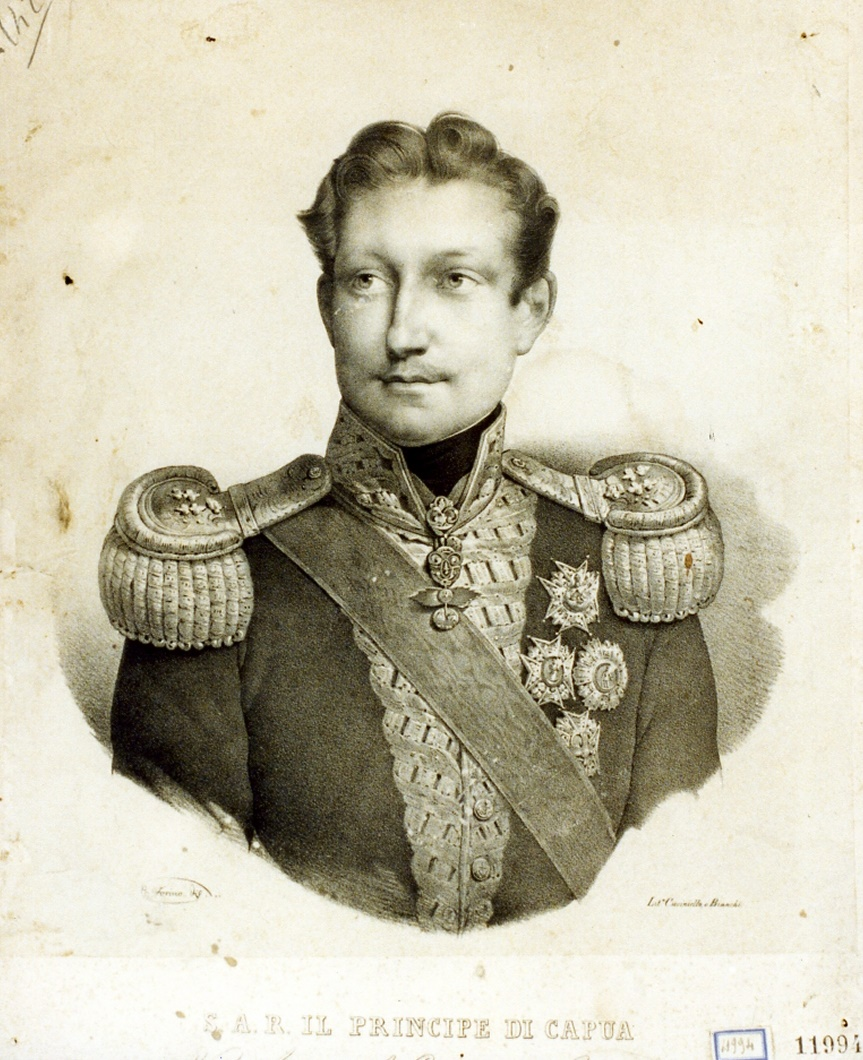
Retrato litográfico del Príncipe de Capua (c. 1834)

Por parte de padre, Penelope pertenecía a una antigua familia de la gentry irlandesa, los Smyth de Ballynatray. Hacia 1834 junto con su madre y una de sus hermanas, realizó un viaje que les llevó a París y Roma, recalando en Nápoles en 1835. Sería en esta ciudad donde conocería al príncipe Carlos Fernando de las Dos-Sicilias, príncipe de Capua; hermano del rey Fernando II de las Dos Sicilias. En el invierno de 1835 el príncipe se enamoraría de Penélope. El 10 de enero de 1836, fecha del cumpleaños de su hermano Fernando II, informó al monarca de su deseo de contraer matrimonio con Penelope. Fernando II prohibió a su hermano el matrimonio por considerar que la novia no era de rango real y de producirse el enlace sería una afrenta al trono de las Dos-Sicilias, así como a otros monarcas emparentados con los miembros de la casa real de las Dos-Sicilias.Unos días después, el 16 de enero de 1836, el embajador británico, Sir William Temple, informaba al primer ministro que el príncipe Carlos Fernando había escapado junto a Penelope la noche del 12 de enero tras haber asistido a la ópera. La pareja huyó a los Estados Pontificios junto con Penelope, aprovechándose de un pasaporte expedido a favor de Patrick O'Connor, marino británico estacionado en Nápoles. Posteriormente la pareja intentaría contraer matrimonio en diversos lugares, sin éxito.
Finalmente, el 5 de abril de 1836, la pareja conseguiría contraer matrimonio en la localidad de Gretna Green en Escocia, a pocas millas de la frontera con Inglaterra. Esta localidad era conocida por permitir la celebración de matrimonios irregulares, sin requisitos previos de residencia o permiso paternal. Como consecuencia del matrimonio, Fernando II retiró a su hermano todas las asignaciones que le correspondían como príncipe de las Dos-Sicilias. Carlos Fernando y Penelope sobrevivieron gracias a las rentas del condado de Mascali que el príncipe había recibido de su padre Francisco I de las Dos-Sicilias.

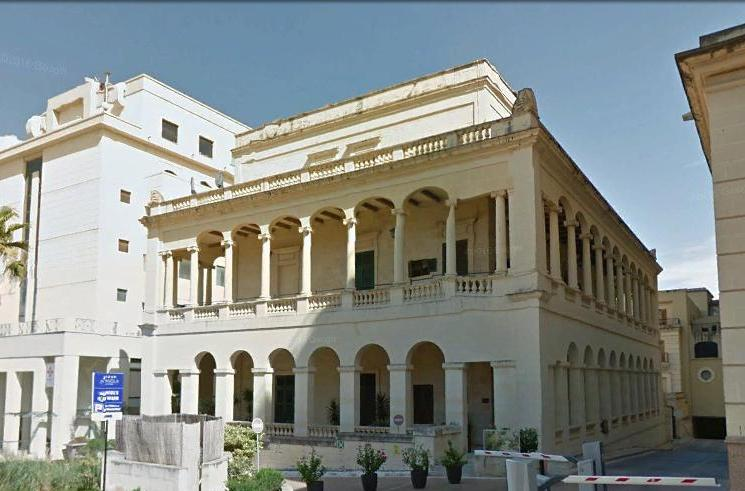
El Palazzo Capua en Sliema (Malta) lugar de residencia de Penelope y su familia por 14 años.

Tras su enlace, el matrimonio intentó solemnizar su enlace en diversas ocasiones. El matrimonio se asentaría en un palacio urbano (después conocido como Palazzo Capua) en la ciudad de Sliema en la isla de Malta, posesión de Gran Bretaña. Fruto del matrimonio, nacerían dos hijos:
- Francisco, conde de Mascali (1837-1862).
- Victoria, que murió célibe (1838-1895).[5]

Dos años después del nacimiento de Victoria, hacia 1840, Fernando II envió al caballero Paolo Versace a Londres para intentar un acuerdo con su hermano por mediación de Lord Palmerston, ministro de Asuntos Exteriores del gobierno británico.De acuerdo con esta propuesta, Fernando II:
- concedería a Penelope el título de duquesa de Villalta, con precedencia inmediatamente posterior al de las princesas de las Dos Sicilias.
- los hijos de la pareja sería conocidos por el apellido Smyth y el primogénito llevaría el título de duque de Villalta, así mismo, su descendencia se conocería por este nombre.
- Carlos Fernando recibiría una asignación económica que le era especialmente necesaria.

Finalmente el acuerdo no se llevó a cabo por la falta de acuerdo por parte de Carlos Fernando, así como de Penelope que solo deseaba ser reconocida como esposa del que era su marido.
Hacia 1859, Carlos Fernando se acercó a Víctor Manuel II de Cerdeña; este monarca concedió a Carlos Fernando una asignación económica y el permiso para establecerse en Turín. Penelope quedaría viuda en Turín en 1862, pasando a residir, por concesión de Víctor Manuel II, en la Villa Real de Marlia en las cercanías de Luca.
Murió en 1882.